# Чжао Цзюньчжэ
Чжао Цзюньчжэ (кит. трад. 肇俊哲, пиньинь Zhào Jùnzhé; род. 18 апреля 1979, Шэньян) — китайский футболист, полузащитник; тренер. Всю карьеру провёл в одном клубе — «ФК Ляонин». Игрок национальной сборной, в составе которой принимал участие в чемпионате мира 2002 года.

## Карьера

### Клубная карьера
Чжао Цзюньчжэ является воспитанником молодёжной академии ФК «Ляонин», которую он окончил в 1999 году. В этом же году состоялся его дебют за основу, всего же он сыграл в 25 играх сезона, забил 3 мяча. В последующих сезонах игрок стал важной частью команды, привёл её к серебряным медалям первенства, а также к финалу Кубка Китайской футбольной ассоциации. Чжао стал капитаном команды, а в 2004 году получил награду КФА «Футболист года». Однако затем в игре команды последовал спад, а Чжао с командой по итогам сезона 2008 года вылетел в первый дивизион. Несмотря на это, он остался в команде, и уже в следующем сезоне помог клубу завоевать чемпионство в первой лиге и вновь вернуться в Суперлигу.

### Международная карьера
За национальную сборную Китая игрок дебютировал в 1998 году, однако играл не постоянно. В 2002 году на него обратил внимание новый тренер сборной Бора Милутинович и включил его в окончательную заявку на Кубок мира 2002 года. Хотя его игровое время было ограниченным, игрок выступил в двух матчах сборной Китая на турнире, а в игре с Бразилией. Затем Чжао попадал в несколько обновлённых команд, однако они выступали неудачно. Удачным для сборной и игрока получился Кубок Азии 2004, на котором Китай занял второе место. С приходом в команду Чжоу Хайбиня Чжао с трудом проходил в состав, в итоге игрок не попал на Кубок Азии 2007.

### Статистика за сборную
Последнее обновление: 23 апреля 2008
| Год   | Национальная сборная | Матчи | Голы |
| ----- | -------------------- | ----- | ---- |
| 1998  | Китай                | 8     | 1    |
| 2002  | Китай                | 10    | 1    |
| 2003  | Китай                | 8     | 0    |
| 2004  | Китай                | 20    | 0    |
| 2005  | Китай                | 5     | 0    |
| 2006  | Китай                | 8     | 0    |
| 2007  | Китай                | 5     | 0    |
| 2008  | Китай                | 7     | 0    |
| Всего | Всего                | 71    | 2    |

### Голы за национальную команду
Результаты сборной Китая представлены первыми.
| Дата           | Место            | Соперник    | Голы  | Результат | Соревнование          |
| -------------- | ---------------- | ----------- | ----- | --------- | --------------------- |
| 8 декабря 1998 | Бангкок, Таиланд | Таджикистан | 1 гол | 3:1       | Летние Азиатские игры |
| 7 декабря 2002 | Бахрейн          | Сирия       | 1 гол | 3:1       | Товарищеский матч     |

## Достижения

### Индивидуальные
- Футболист года по версии КФА: 2004

### Клубные
Ляонин Хунъюнь:
- Серебряный призёр чемпионата Китая: 1999
- Бронзовый призёр чемпионата Китая: 2001, 2011
- Финалист Кубка Китая: 2002
- Чемпион первой лиги Китая: 2009

### Международные
Китай:
- Бронзовый призёр Азиатских игр: 1998
- Финалист Кубка Азии: 2004

## Личная жизнь
В 2005 году женился на Лю Тао.